# Ленинградский (Кемеровская область)
Ленингра́дский — посёлок в Кемеровском районе Кемеровской области. Входит в состав Берегового сельского поселения.

## География
Центральная часть населённого пункта расположена на высоте 228 м над уровнем моря.

## История
В 1967 году указом Президиума Верховного Совета РСФСР посёлок фермы № 2 совхоза «Октябрьский» переименован в Ленинградский.

## Население
| 2010 |
| ---- |
| 415  |

## Транспорт
Общественный транспорт представлен автобусным маршрутом:
- №108: д/п Вокзал — пос. Ленинградский